# April Showers
April Showers er en amerikansk stumfilm fra 1923 af Tom Forman.

## Medvirkende
- Colleen Moore som Maggie Muldoon
- Kenneth Harlan som Danny O'Rourke
- Ruth Clifford som Miriam Welton
- Priscilla Bonner som Shannon O'Rourke
- Myrtle Vane som Mrs. O'Rourke
- James Corrigan som Matt Gallagher
- Jack Byron som Flash Irwin